# Чаплинек (гмина)
Чаплинек (пол. Czaplinek) — гмина (волость) в Польше, входит как административная единица в Дравский повет, Западно-Поморское воеводство. Население — 11 938 человек (на 2013 год).